# Pristiphora aphantoneura
Pristiphora aphantoneura är en stekelart som först beskrevs av Förster 1854.  Pristiphora aphantoneura ingår i släktet Pristiphora, och familjen bladsteklar. Arten är reproducerande i Sverige.